# Universitat de Cincinnati

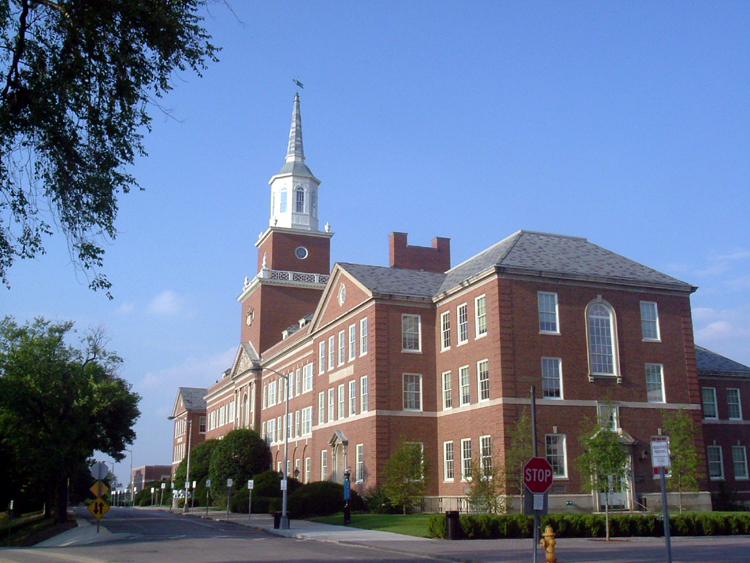
McMicken Hall.

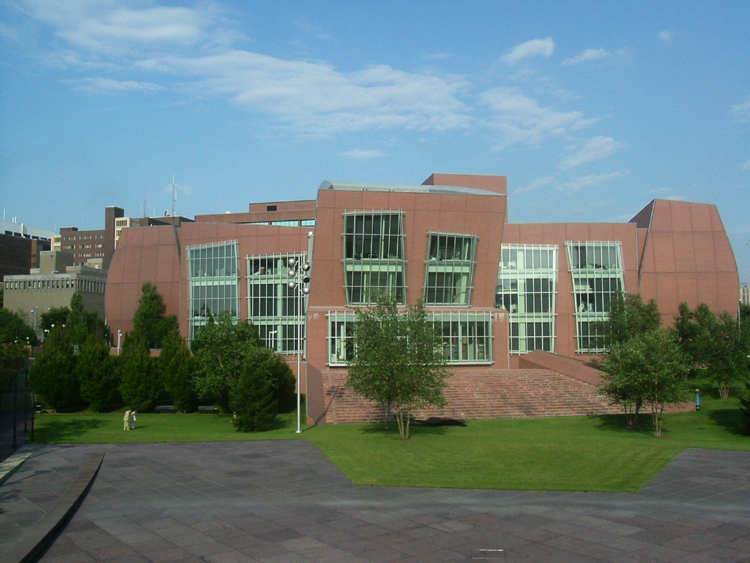
Vontz Center pera estudis moleculars.

La Universitat de Cincinnati, en anglès University of Cincinnati, és una universitat pública ubicada a Cincinnati, estat d'Ohio, Estats Units. Amb aproximadament 35.000 estudiants és, després de la Universitat Estatal d'Ohio i davant la Universitat Estatal de Kent, la segona universitat més gran de l'estat d'Ohio. El centre universitari va ser fundat en 1819. La facultat de música, el College-Conservatory of Music Cincinnati (CCM), és un dels centres universitaris de música de millor reputació dels Estats Units.

## Facultats
- Ciències de la Salut aplicades
- Ciències aplicades
- Disseny, arquitectura, Art i Planificació
- Enginyeries
- Arts i Ciències (McMicken College of Arts and Sciences)
- Medicina
- Música (College-Conservatory of Music Cincinnati)
- Pedagogia, Justícia delictiva i Recursos Humans
- Infermeria
- Farmàcia
- Ciències del Dret (4. Facultat més antiga als EUA oberta des del seu inici)
- Treball Social
- Ciències Econòmiques
- Graduate School

Instal·lacions en altres emplaçaments:
- Clermont College a Batavia
- Raymont Walters College

## Esport
Els equips esportius de Cincinnati es diuen Bearcats. La universitat és membre de la Big East Conference.

## Personalitats

### Professors cèlebres
- Neil Armstrong - Primer humà que va trepitjar la Lluna
- Dorothy DeLay - Violinista
- Mark Gibson - Dirigent
- Henry Meyer - Violinista
- Ulrich Nicolai - Dirigent
- Thomas Pasatieri - Compositor
- Albert Sabin - Inventor de la vacuna oral contra la pòlio
- Kurt Sassmannshaus - Violinista
- Jenö Takács - Compositor i pianista

### Estudiants cèlebres
- Kathleen Battle - Cantant d'òpera
- David Daniels - Contratenor
- Michael Gruber - Actor, cantant, ballarí
- Randy Harrison - Actor
- Robin Johannsen - Cantant del Festival de Bayreuth
- James Levine - Dirigent del Metropolitan Opera
- Kenyon Martin - Jugador de bàsquet (sense graduar)
- Immanuel McElroy - Jugador de bàsquet
- Sarah Jessica Parker - Actriu
- Sara Jay - Actriu pornogràfica
- Oscar Robertson - Jugador de bàsquet
- Jerry Rubin - Defensor del ciutadà
- Nipsey Russell - Actor, comediant
- Joseph Baermann Strauss - Enginyer que va dissenyar el Pont Golden Gate
- William Howard Taft - expresident dels Estats Units
- Christian Tetzlaff - Violinista
- Tony Trabert - Jugador de tennis
- Harold L. Walters - Compositor
- Jason Maxiell - Jugador de bàsquet